# Campus novel
Campus novel (pol. powieść uniwersytecka, powieść kampusowa) – odmiana powieści współczesnej, popularna szczególnie w literaturze angielskiej i amerykańskiej, wyróżniająca się tym, że jej akcja dzieje się w środowisku akademickim, w miasteczku uniwersyteckim (ang. campus).
Utwory tego typu są zazwyczaj silnie zintelektualizowane i adresowane do wykształconego odbiorcy, zawierają też liczne elementy satyryczne; często także posługują się postmodernistycznymi technikami literackimi. Autorami są przeważnie wykładowcy akademiccy, również główny bohater campus novel jest zazwyczaj wykładowcą. Gatunek wykształcił się w połowie XX w. (powstał wtedy m.in. Jim Szczęściarz Kingsleya Amisa), a popularność zyskał w latach 70., kiedy to ukazały się poczytne utwory Malcolma Bradbury’ego (Homo historicus) oraz Davida Lodge’a (Zamiana).
Inne powieści tego gatunku:
- David Lodge: Mały światek. Romans akademicki (Small World. An Academic Romance)
- David Lodge: Fajna robota (Nice work)
- Vladimir Nabokov: Pnin
- John Maxwell Coetzee: Hańba (Disgrace)
- Zadie Smith: O pięknie (On Beauty)